# Poroszkowo
Poroszkowo (ukr. Порошково) – wieś na Ukrainie, w obwodzie zakarpackim, w rejonie użhorodzkim, w hromadzie Turji-Remety. W 2001 liczyła 3821 mieszkańców.

## Urodzeni
- Augustyn Sztefan - ukraiński działacz społeczny.
- Mychajło Mychałyna - radziecki piłkarz.